# Ладислав Шмид
Ладислав Шмид (чеш. Ladislav Šmíd; Рожмитал под Тремшином, 24. мај 1938) некадашњи је чехословачки и чешки хокејаш на леду. 
Читаву играчку каријеру провео је играјући за екипу Дукле из Јихлаве са којом је освојио пет узастопних титула националног првака у периоду 1966−1971. 
За репрезентацију Чехословачке играо је на два светска и једном олимпијском турниру, где је освојио по једну сребрну (СП 1966) и бронзану медаљу (ЗОИ 1964). На светским првенствима и олимпијским играма одиграо је укупно 16 утакмица, уз учинак од 2 постигнута гола и 1 асистенције. 
Његов син Ладислав такође је професионални хокејаш и репрезентативац Чешке.